# Folkvang
Folkvang (”krigshärens fält”) var i nordisk mytologi gudinnan Frejas jättelika boning i Asgård. På modern svenska blir namnet Folkvång eller Folkäng och består av fornnordiska/fornsvenska folk  som här betyder "krigsfolk" och fornnordiska vang, nutidssvenska vång som betyder "ängsslätt". Freja tog emot hälften av de i strid fallna i Folkvang medan Oden gav rum åt den andra hälften i Valhall. Frejas sal i Folkvang heter Sessrumner, d.v.s. Sätesrymne ("som rymmer många säten").